# Волна-Шепелиновка
Волна-Шепелиновка — посёлок в Новоусманском районе Воронежской области.
Входит в состав Хреновского сельского поселения.

## География
Село расположено на правом берегу реки Хавы.

## История
Возник в начале XVIII века. Принадлежал отставному капитану И. Я. Шепелинскому, затем Д. П. Шуринову. После постройки в 1845 году каменной Казанской церкви, получил название Казанская Хава. В 1861 году владелец выселяет крестьян из села в степь, где образуется новый населённый пункт Казанская Хава, а за усадьбой оставшейся на месте села закрепляется название Шепелиновка. В конце 1920-х годов в усадьбе крестьянами из села Рыкань была организована сельскохозяйственная коммуна «Волна». От названия коммуны и бывшей усадьбы посёлок получил современное название.

## Население
| 2005 | 2008 | 2010 |
| ---- | ---- | ---- |
| 20   | ↘16  | ↗20  |

## Достопримечательности
В поселке находится Церковь Казанской иконы Божией Матери.